# Понзари (река)
Понзари — река, правый приток Цны, протекает по территории Ржаксинского и Сампурского районов Тамбовской области в России. Длина реки — 25 км, площадь водосборного бассейна — 146 км².

## Описание
Понзари начинается около урочища Варваро-Павловка, вытекая из пруда на высоте 170 м над уровнем моря. Генеральным направлением течения реки до села Верхоценье является северо-запад, далее — запад. Около западной окраины одноимённого села Понзари впадает в Цну на высоте 136 м над уровнем моря.

## Данные водного реестра
По данным государственного водного реестра России относится к Окскому бассейновому округу, водохозяйственный участок реки — Цна от истока до города Тамбов, речной подбассейн реки — Мокша. Речной бассейн реки — Ока.
Код объекта в государственном водном реестре — 09010200212110000028694.